# Edisons 1993
De Edisons 1993 werden voor het eerst sinds 1974 weer uitgereikt in een 'ouderwets' Grand Gala van de AVRO, zij het dat de volledige naam was gewijzigd van Grand Gala du Disque in Grand Gala du Disc, om de veranderingen in de platenwereld sinds 1974 (de komst van de compact disc) door te laten schemeren.
Het Grand Gala, dat op 28 september en 1 oktober 1993 werd uitgezonden op Nederland 1, moest ervoor zorgen dat de wat kwakkelende interesse voor de Edison weer nieuw leven werd ingeblazen. Er was gekozen om de uitreikingen van de populaire en de klassieke Edisons weer samen te voegen. "Een koper van cd's van Madonna schaft zich ook de Verdi-opera's aan," zei Kees van Twist van de AVRO in het Nieuwsblad van het Noorden.
De AVRO was vastbesloten om van het Grand Gala du Disc een minstens zo'n roemruchte traditie te maken als die van het oude Grand Gala du Disque. "Je kiest niet zomaar voor zo'n naam. Het wordt geen plaatje-praatjeprogramma, want het idee moet een langer leven beschoren zijn dan een jaar," aldus Van Twist in bovengenoemd artikel.
Willem Duys en Seth Gaaikema namen tijdens de uitzendingen de uitreiking van de Edisons voor hun rekening, terwijl Angela Groothuizen en Cees van Drongelen de algehele presentatie deden.
Onder de optredende artiesten waren onder meer Meat Loaf, Mariah Carey, Paul Young, Toots Thielemans en Sting.
Er werden in zeventien categorieën twintig Edisons verdeeld. Eric Clapton kreeg er twee; eentje in de categorie Pop voor MTV Unplugged en eentje in de categorie Musical/Film voor de soundtrack van de film Rush. De liedjes uit de tv-serie Ja zuster, nee zuster werden voor de tweede keer onderscheiden met een Edison. De eerste keer was in 1968, toen overigens in de categorie Cabaret.
Tijdens de Edison-uitreiking op tv werd een nieuwe kunstprijs geïntroduceerd, de Belofte, een prijs die door de AVRO was bedacht. De prijs was voor aanstormend talent. De eerste winnaar was de toen nog onbekende Thomas Acda. Hij won 25.000 gulden en een beeldje van Kees Verkade.

## Winnaars
Internationaal
- Pop: Eric Clapton voor MTV Unplugged
- Pop (Rock): The Jayhawks voor Hollywood Town Hall
- Pop (Rock): Aerosmith voor Get A Grip
- Pop (Dance/Rap): Arrested Development voor 3 Years, 5 Months and 2 Days in the Life of...
- Pop (Dance/Rap): Guru met Jazzmatazz 1
- Pop (Hardrock/Metal): Anthrax voor The Sound of White Noise
- Jazz (Instrumentaal): Branford Marsalis voor I Heard You Twice
- Jazz (Vocaal): Shirley Horn voor Here's to Life
- Musical/Film: Eric Clapton voor Rush (Soundtrack)
- Instrumentaal: Kronos Quartet voor Pieces of Africa
- Extra (Vernieuwend): Elvis Costello & het Brodsky Quartet voor The Juliet Letters
- Extra (Vernieuwend): Rage Against the Machine voor Rage Against the Machine
- Historische uitgave: The Complete Billie Holiday

Nationaal
- Pop: Mathilde Santing voor Texas Girl and Pretty Boy
- Pop (Rock): The Scene voor Open
- Kleinkunst: Paul de Leeuw voor Van U Wil Ik Zingen!
- Levenslied: Willeke Alberti voor Een Beetje Mazzel
- Luisterlied: Gerard Cox voor Leuk voor later
- Jeugd: Ja Zuster, Nee Zuster (verzamel-cd)
- Historische uitgave: The Beau Hunks voor The Beau Hunks Play the Original Laurel & Hardy Music

1960 · 1961 · 1962 · 1963 · 1964 · 1965 · 1966 · 1967 · 1968 · 1969 · 1970 · 1971 · 1972 · 1973 · 1974 · 1975 · 1976 · 1977 · 1978 · 1979 · 1980 · 1981 · 1982 · 1983 · 1984 · 1985 · 1986 · 1987 · 1988 · 1989 · 1990 · 1991 · 1992 · 1993 · 1994 · 1995 · 1996 · 1997 · 1998 · 1999 · 2000 · 2001 · 2002 · 2003 · 2004 · 2005 · 2006 · 2007 · 2008 · 2009 · 2010 · 2011 · 2012 · 2013 · 2014 · 2015 · 2016 · 2017 · 2018 · 2019 · 2020 · 2021 · 2022 · 2023 · 2024